# Meleci d'Azimis
Meleci d'Azimis (en llatí Meletius, en grec Μελέτιος) va ser un escriptor grec.
Existeixen dos tractats breus amb el nom únic de  Περὶ τῶν ἀζυμων, De Azymis, un dels quals és un compendi de l'altre i es troben manuscrits. S'han atribuït a Joan Damascè, però per algunes afirmacions que inclouen no en pot ser l'autor. El prefaci anònim d'un dels llibres diu que va ser escrit per Meletius, un home molt pietós (θεοφόρος), i un estudiós de les Escriptures sagrades. Aquest pròleg anava dirigit a un sincel·le que havia preguntat sobre l'obra. (El sincel·le era el confident i company d'un patriarca i generalment destinat a ser el seu successor). Del lloc d'origen de Meleci ni l'època en què va viure no se'n sap res.